# Tobias Url
Tobias Url (* 6. Januar 2000) ist ein ehemaliger österreichischer American-Football-Spieler auf der Position des Offensive Guards.

## Werdegang
Url begann 2014 im Jugendbereich der Swarco Raiders mit dem American Football und war dabei vorrangig als Linebacker aktiv. In der AFL-Saison 2018 war Url bereits Teil der Kampfmannschaft in der Austrian Football League (AFL) und verzeichnete sieben Tackles. Er wurde in seiner Rookie-Saison CEFL-Bowl-Sieger, European-Superfinal-Sieger und österreichischer Meister. In den folgenden Jahren kam er nur noch in der Offensive Line zum Einsatz. Mit der österreichischen U19-Nationalmannschaft wurde er 2019 in Bologna Junioren-Europameister. Darüber hinaus verteidigte er 2019 mit den Raiders alle drei Titel des Vorjahres. 2021 feierte er den Gewinn seines dritten österreichischen Meistertitels.
Für die Saison 2022 unterschrieb Url einen Vertrag bei den Raiders Tirol, die 2022 erstmals als Franchise in der European League of Football (ELF) antraten. Url war als Left Guard Teil einer der besten Angriffslinien der Liga. So erzielte das Innsbrucker Team die zweitmeisten Rushing Yards aller Teams und ließ zudem in zwölf Spielen nur 19 Sacks für einen Raumverlust von 98 Yards zu. Mit den Raiders erreichte er das Halbfinale, das jedoch gegen die Hamburg Sea Devils verloren ging. Nach der Saison beendete Url seine Karriere.